# Базилика Сен-Никола-де-Пор
Базилика Сен-Никола в Сен-Никола-де-Пор (фр. Basilique de Saint-Nicolas) —  базилика XV—XVI веков, построенная в честь святого Николая в стиле поздней готики в Сен-Никола-де-Пор в департаменте Мёрт и Мозель. Базилика была заложена герцогом Лотарингии и Бара Рене II в ознаменование судьбоносной победы лотарингцев над Карлом Смелым в битве при Нанси 5 января 1477 года, защитившую их независимость. Памятник истории Франции.

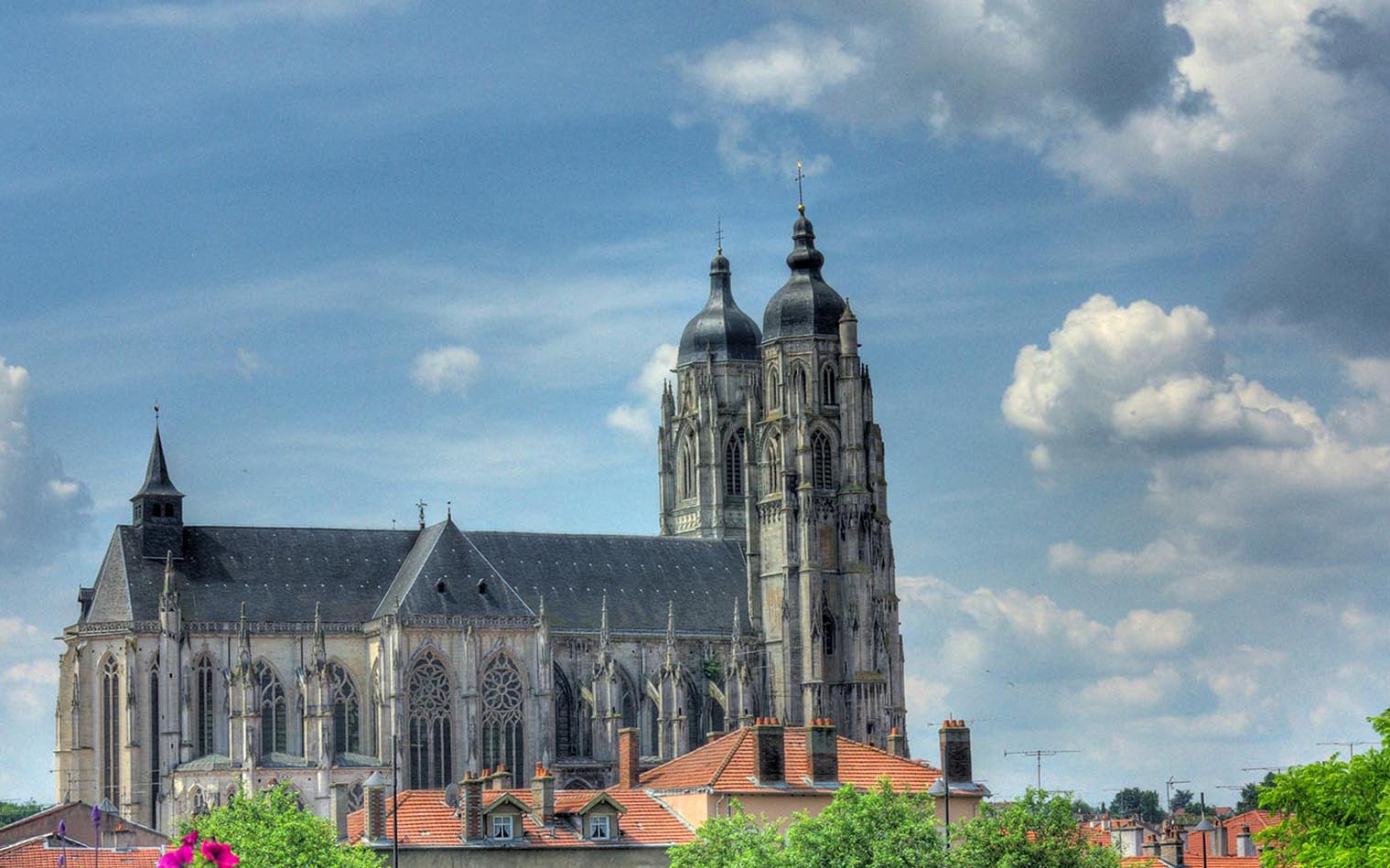
Вид на базилику.

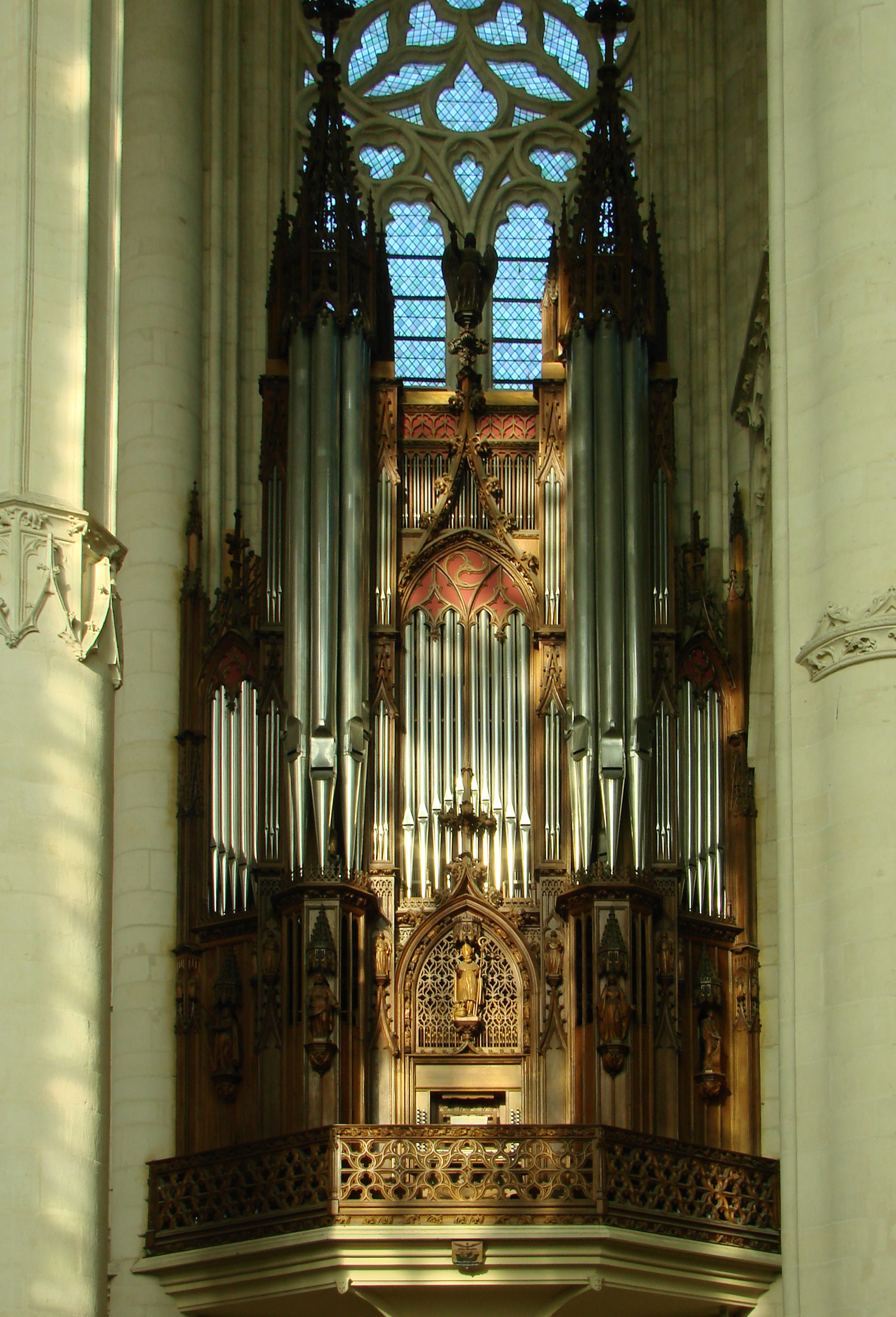
Орган базилики.

## История
Победа герцога Лотарингии Рене II и разгром Карла Смелого в 1477 году в битве при Нанси побудили молодого герцога к решению возвести величественный храм как символ возвращения независимости Лотарингии и в благодарность святому Николаю, покровителю Лотарингии. Выбор места для нового храма пал на Сен-Никола-де-Пор, который в то время назывался Пор, так как был торговыми воротами Нанси в Европу и экономическим центром герцогства. Город привлекал многочисленных торговцев со всей Европы на ярмарки.
Строительство храма в 1481 году начали архитектор Симон Моисе и мастер по стеклу Валентен Буш.
Храм был практически завершён и открыт в 1544 году. После завершения башен и шпилей в 1560 году он был освящён. В 1840 году вошёл в список исторических памятников Франции. В 1950 году был освящён папой римским Пием XII и стал базиликой.
Во время Второй мировой войны в результате бомбардировки 19 июня 1940 года храм сильно пострадал и восстанавливался в течение 15 лет на деньги, оставленные по завещанию вдовой богатого американца уроженкой Сен-Никола-де-Пор Камиллой Фридман. Полностью восстановлен в 1983 году.